# Matías González
Matías González (Artigas, 6 de agosto de 1925-Montevideo, 12 de mayo de 1984) fue un futbolista uruguayo que jugaba como defensa. 
En la ciudad de Artigas, hay un estadio que lleva su nombre en su honor.

## Selección nacional
Fue internacional con la selección uruguaya en 32 ocasiones. Hizo su debut el 13 de abril de 1949 en la victoria uruguaya por 3-2 contra Ecuador, partido correspondiente al Campeonato Sudamericano de 1949 desarrollado en Brasil. Fue campeón del mundo en 1950. Jugó el partido decisivo ante Brasil que Uruguay ganó por 2-1, más conocido como Maracanazo. Fue una pieza fundamental en aquel encuentro debido a su excelente actuación defensiva y, gracias a trancar una pelota con la cabeza, evitó un gol de Brasil que hubiera cambiado definitivamente la historia del partido, del campeonato y del fútbol. Tras el logro, los periodistas lo apodaron  el León del Maracaná. Algunos consideran que fue tan o más importante que Obdulio Varela, Alcides Ghiggia o Juan Alberto Schiaffino en aquel partido.

### Participaciones en Copas del Mundo
| Mundial              | Sede   | Resultado | Partidos | Goles |
| -------------------- | ------ | --------- | -------- | ----- |
| Copa Mundial de 1950 | Brasil | Campeón   | 4        | 0     |

### Participaciones enCopa América
| Copa              | Sede   | Resultado | Partidos | Goles |
| ----------------- | ------ | --------- | -------- | ----- |
| Copa América 1949 | Brasil | 6° lugar  | 7        | 0     |
| Copa América 1953 | Perú   | 3° lugar  | 6        | 0     |
| Copa América 1955 | Chile  | 4° lugar  | 2        | 0     |

## Clubes
| Club  | País    | Año         |
| ----- | ------- | ----------- |
| Cerro | Uruguay | 1946 - 1958 |

## Palmarés

### Torneos internacionales
| Título                 | Club    | País   | Año  |
| ---------------------- | ------- | ------ | ---- |
| Copa Mundial de Fútbol | Uruguay | Brasil | 1950 |